# Dacrydium ockelmanni
Dacrydium ockelmanni är en musselart som beskrevs av Mattson och Waren 1977. Dacrydium ockelmanni ingår i släktet Dacrydium och familjen blåmusslor. Inga underarter finns listade i Catalogue of Life.